# انا کاربونل
انا کاربونل (اسپانیایی: Ona Carbonell‎؛ زادهٔ ۵ ژوئن ۱۹۹۰) شناگر شنای موزون اهل اسپانیا است.
وی در مسابقات کشوری و بین‌المللی در مجموع برندهٔ ۴ مدال طلا، ۱۸ مدال نقره، ۱۴ مدال برنز شده‌است.